# (34872) 2001 UV2
2001 UV2 (asteroide 34872) é um asteroide da cintura principal. Possui uma excentricidade de 0.03037860 e uma inclinação de 13.29024º.
Este asteroide foi descoberto no dia 20 de outubro de 2001 por Graham E. Bell em Eskridge.